# Lucheng (Wenzhou)
Lucheng (鹿城区,  Lùchéng Qū) ist ein Stadtbezirk der bezirksfreien Stadt Wenzhou in der chinesischen Provinz Zhejiang. Er hat eine Fläche von 292,8 km² und zählt 1.167.164 Einwohner (Stand: Zensus 2020).